# Суворов, Сергей Георгиевич
Серге́й Гео́ргиевич Суво́ров (14 октября 1902, Москва — 1994, там же) — советский учёный, популяризатор науки; партийный и издательский деятель. В 1940—1947 гг. заведующий отделом науки Управления пропаганды и агитации ЦК ВКП(б), в 1945—1947 также заместитель начальника Управления пропаганды и агитации.
В 1930-е гг. главный редактор и директор «Гостехиздата» и «Физматгиза». Профессор, специалист в области философских проблем естествознания.
В 1940 г. возглавил созданный в ЦК ВКП(б) отдел науки (с 1942 — подразделение Управления пропаганды и агитации ЦК ВКП(б)). В 1945—1948 был заместителем начальника Управления пропаганды и агитации, продолжая исполнять обязанности заведующего отделом науки.
В апреле 1947 выступил с поддержкой учёных-генетиков, критиковавших Т. Д. Лысенко, направив А. А. Жданову два письма. Это стоило Суворову партийной карьеры: после враждебного выступления Лысенко в адрес Суворова на заседании орготдела ЦК в 1948 году, Суворов был смещён с поста зав. отделом науки ЦК (на его место был назначен Юрий Жданов).
С 1948 зам. начальника Объединения государственных издательств (ОГИЗ).
С 1954 по 1987 зам. главного редактора журнала «Успехи физических наук».
Перевёл на русский язык работу Эйнштейна «Эволюция физики».
С. Г. Суворов — автор научно-популярных книг, издававшихся большими тиражами.

## Труды и переводы
- Суворов С. Г. К вопросу о законе взаимосвязи массы и энергии // Успехи физических наук. — 1952. — Т. 48, вып. 2. — С. 213—220. — doi:10.3367/UFNr.0048.195210f.0213.
- Суворов С. Г. Проблема «физической реальности» в копенгагенской школе (к статье Макса Борна) // УФН, 1957. Т. 62. С. 141—158.
- Суворов С. Г. Макс Борн и его философские взгляды, в сб.: Борн М., Физика в жизни моего поколения, М., 1963.
- Эйнштейн А. Эволюция физики : развитие идей от первоначальных понятий до теории относительности и квант / А. Эйнштейн и Л. Инфельд; пер. с англ. со вступ. ст. С. Г. Суворова. — Москва ; Ленинград : Государственное издательство технико-теоретической литературы, 1948. — 267 с., [2] л. ил. : ил. ; 21 см. — Указ.: с. 265—267. — 20 000 экз. — (в пер.)
- Суворов С. Г. О чём рассказывает свет / С. Г. Суворов. — 2-е изд., перераб. и доп. — М. : Воениздат, 1963. — 142 с., ил. — (Научно-популярная библиотека). — 20000 экз.
- Борн М. Физика в жизни моего поколения [Текст] : сборник статей: [переводы] / М. Борн; под общ. ред. и с послесл. [с. 465—534] С. Г. Суворова. — М. : Изд-во иностр. лит., 1963. — 535 с., ил.
- Суворов С. Г. О чём говорит луч света. — Москва — Ленинград: Государственное издательство технико-теоретической литературы. 1949. — (Научно-популярная библиотека). — 64 с. — 200000 экз.